# Victor Navarro Capell
Victor Navarro Capell (Barcelona, 29 de novembro de 1944), é um bailarino e coreógrafo espanhol.

## Atuações
Foi diretor artístico de dança do Conservatório des Arts et Músique de Tânger (em árabe: المعهد الموسيقي بطنجة)  no Marrocos.Em 1974 passou a atuar como maitre du ballet no corpo de baile do Teatro Municipal de São Paulo e na sequência como diretor artístico.
Como bailarino foi solista do Ballet Del Gran Teatro Del Liceo dançando também no Ballet Gulbenkian de Lisboa, Royal Ballet de Wallonie, Ballet da Ópera de Lille e bailarino e coreógrafo do Royal Ballet of Flanders na Bélgica.
Víctor Navarro fez parte do Conselho Internacional de Dança organização internacional da UNESCO com sede em Paris.